# Antonio Hompanera de Cos
Antonio Hompanera de Cos (nacido en Mantinos, provincia de Palencia - Madrid, 1855) fue un político español moderado de la primera mitad del siglo XIX que ejerció como ministro durante la regencia de María Cristina, siendo todavía menor la futura reina Isabel II.
Trabajó como abogado y fue elegido diputados a Cortes Españolas por su provincia natal durante las elecciones de 1836, 1837 y 1841. Fue ministro de la Gobernación desde diciembre de 1838 hasta mayo del año siguiente, estando en el gabinete del moderado Evaristo Pérez de Castro. Fue sustituido por Lorenzo Arrazola.